# کاظم لاچی
کاظم لاچی (انگلیسی: Qazim Laçi؛ زادهٔ ۱۹ ژانویهٔ ۱۹۹۶) بازیکن فوتبال اهل آلبانی است.
از باشگاه‌هایی که در آن بازی کرده‌است می‌توان به باشگاه فوتبال المپیاکوس اشاره کرد.
وی همچنین در تیم‌های ملی فوتبال زیر ۲۱ سال آلبانی و آلبانی بازی کرده‌است.